# Août 14
 (juillet 2019).
Si vous disposez d'ouvrages ou d'articles de référence ou si vous connaissez des sites web de qualité traitant du thème abordé ici, merci de compléter l'article en donnant les références utiles à sa vérifiabilité et en les liant à la section « Notes et références ».
Août 14 (en russe : Август Четырнадцатого), titré Août quatorze dans l'édition française (suivant ainsi le titre original russe en toutes lettres), est le premier nœud (tome) du roman La Roue rouge écrit par Alexandre Soljenitsyne. Sorti en français en 1972, il est republié chez Fayard en 1983. Il raconte de façon romancée la bataille de Tannenberg vue du côté russe au tout début de la Première Guerre mondiale. Les autres nœuds sont Novembre 16, Mars 17 et Avril 17.

## Résumé
Août 1914. La 1re armée de Rennenkampf et la 2e armée de Samsonov ont pénétré en province de Prusse-Orientale dans le but de prendre en tenaille l'armée allemande. La 1re armée est à l'est, dans la région de Gumbinnen, la 2e est au sud, à la frontière russe, et se dirige vers le nord-ouest. Le colonel Vorotyntsev est envoyé par la Stavka au quartier général de Samsonov à Ostrolenka pour connaître de façon plus détaillée les positions de la 2e armée. Samsonov déclare qu'il se dirige lentement vers le nord-ouest mais que ses troupes n'ont encore aperçu aucun Allemand dans cette région de lacs et de forêts. Au lieu de retourner à la Stavka, Vorotyntsev décide de se rendre au flanc occidental de la 2e armée afin de voir par lui-même ce qui s'y passe. Il y rencontre le général Krymov qui critique les nombreux manquements de l'armée russe et qui subit les premiers contrecoups de l'offensive allemande.

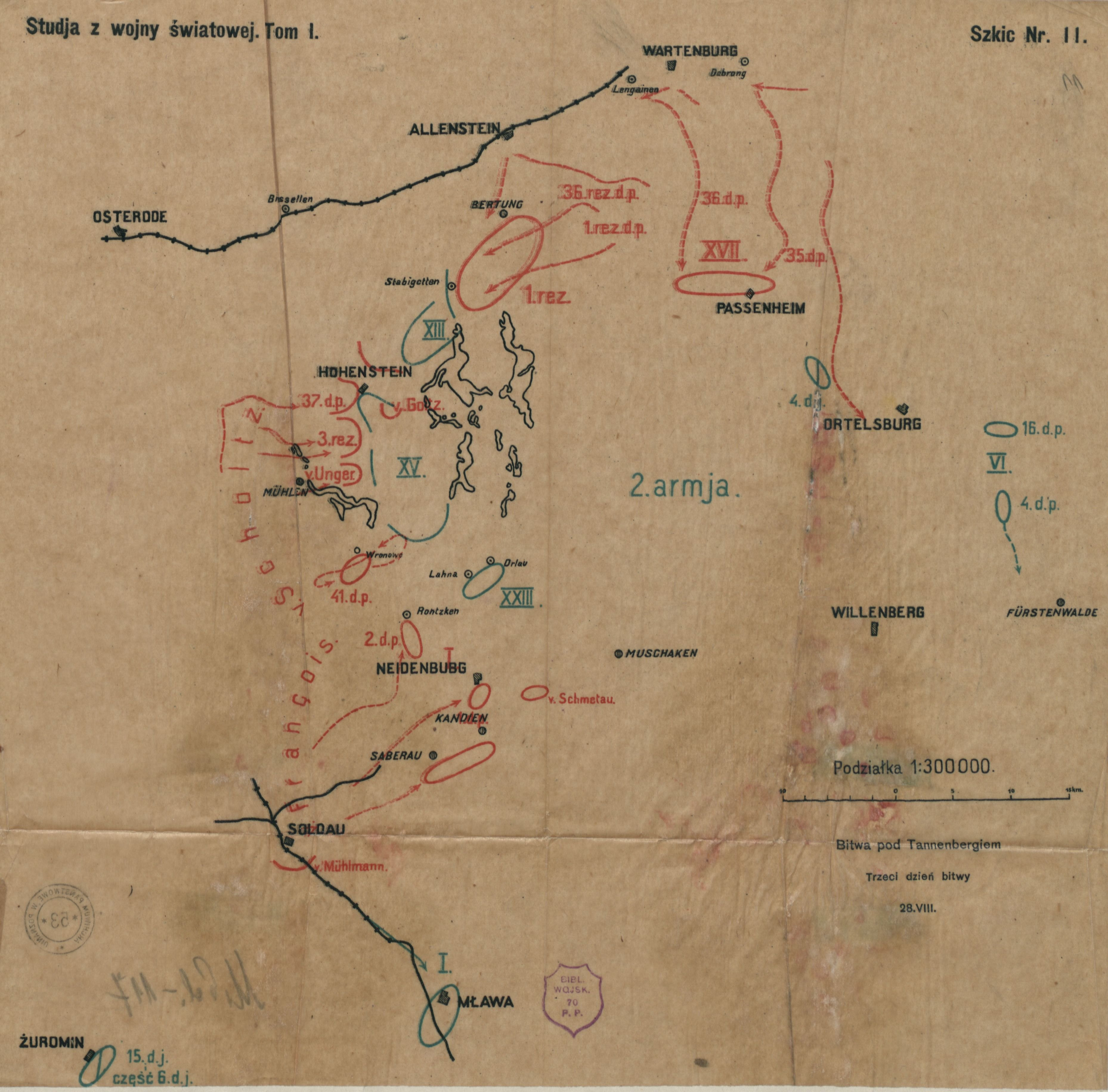
Positions de la 2e armée autour de Tannenberg, carte polonaise, 1914.

Le 13 août (26 août), l'offensive allemande est générale à l'ouest et au nord. Au nord, le corps d'armée de Nietchvolodov parvient à contenir l'ennemi mais il est obligé de se retirer dans la nuit du 13 au 14 (27 août). Le flanc oriental de l'armée de Samsonov est maintenant ouvert. Vorotyntsev, lui, s'est rendu sur le flanc gauche où les Allemands ont également lancé l'offensive. Il y rencontre Artamonov, commandant le corps d'armée à Usdau, qui semble dépassé par les événements. Le matin du 14, il tombe sur une tranchée bombardée par l'artillerie ennemie. Le régiment parvient à tenir devant l'attaque mais, durant la journée, un ordre du commandement militaire ordonne de retraiter vers Soldau. Vorotyntsev n'en revient pas.
Le matin du 15 (28 août), Samsonov apprend que ses deux ailes sont en pleine déconfiture. Il décide de déplacer son quartier général plus au nord, à Nardau, où il sera plus près des combats. Mais il est toujours indécis quant à la stratégie à employer. À Nardau, il rencontre le général Nicolas Martos qui dirige l'un des corps d'armée centraux et qui lui conseille un retrait complet de l'armée. Pendant ce temps, derrière lui, l'armée allemande s'empare de Neidenburg. Samsonov est presque complètement encerclé et ne peut plus battre en retraite. Lui et son état-major se dirigent vers Orlau où il retrouve le colonel Vorotyntsev. Il est alors complètement dépassé par les événements et n'écoute plus ce qu'on lui dit. Son armée est quasi-encerclée et il se demande ce qu'il a fait de mauvais pour en arriver là. Il apprend que le général Martos a été tué, que plusieurs régiments sont anéantis.

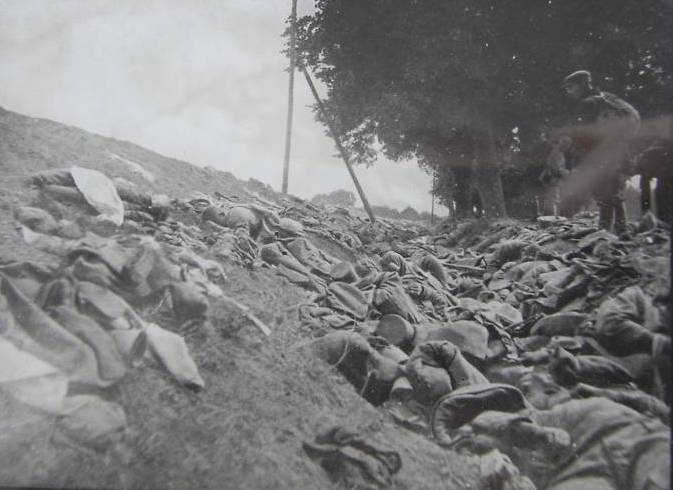
Corps de soldats russes dans une tranchée près d'Usdau, photographie allemande, 27 août 1914.

Le 16 (29 août), la 2e armée est complètement encerclée. Démoralisé, Samsonov se suicide. Le colonel Vorotyntsev tente de passer entre les mailles du filet. Ayant avec lui le soldat Arsène Blagodariov, le lieutenant Iaroslav Kharitonov et l'enseigne Alexandre Lenartovitch (qui tentait de déserter), il tombe sur les rescapés du régiment de Dorogobouje et décide de les emmener avec eux. Le groupe réussit à passer de nuit à travers les lignes ennemies. Pendant ce temps, Rennenkampf et sa 1re armée n'ont pas levé le petit doigt pour sauver la 2e armée et les quelques troupes rescapées de l'aile droite qui ont tenté quelque chose ont vite été contrecarrées par la Stavka qui a ordonné le repli derrière la frontière russe. Près de 100 000 hommes ont été tués ou fait prisonniers.
Vorotyntsev va faire son rapport à la Stavka à Baranovitchi devant le commandant suprême Nicolas Nikolaïevitch et les principaux généraux du GQG. Il leur déclare que ce n'est pas seulement les décisions de Samsonov qui ont été la cause de l'anéantissement de la 2e armée mais surtout celles du commandement suprême. Il leur dit que la Russie s'est jetée dans la guerre dans une impréparation totale, pour faire plaisir à la France. Ces déclarations lui valent d'être renvoyé de la Stavka.

## Les principaux personnages
- Isaac Lajenitsyne : jeune universitaire de Piatigorsk. Léon Tolstoï lui a enseigné. En août 1914, il part pour la guerre. Le personnage est inspiré du propre père de Soljenitsyne.
- Romain Tomtchak : propriétaire terrien dans le Caucase. Lui et son père Zacharie ne sont pas toujours d'accord sur la façon de conduire la propriété.
- Xenia Tomtchak : sœur du précédent. Elle a un faible pour le ballet. Ses parents l'obligent à aller étudier l'agronomie à Moscou. Le personnage correspond à la mère de Soljenitsyne.
- Alexandre Samsonov : général, commandant de la IIe armée. Son but est de prendre en tenaille l'armée allemande avec l'aide de la Ire armée de Rennenkampf.
- Georges Vorotyntsev : colonel dans l'armée russe. Envoyé en mission vers la IIe armée de Samsonov, pour en connaître plus sur les dispositions de celle-ci. Il a une indépendance d'esprit qui le distingue de la plupart des incompétents de l'état-major.
- Iaroslav Kharitonov : officier dans la IIe armée. Participe à la bataille de Tannenberg. Contrairement à sa famille, il se tient loin des idées révolutionnaires.
- Alexandre Lenartovitch : enseigne dans la IIe armée. Esprit contestataire, il s'oppose à la guerre et désire en secret la révolution. Il participe tout de même à Tannenberg.
- Alexandre Krymov : il commande le flanc gauche de l'armée Samsonov.
- Alexandre Netchvolodov : général commandant le régiment de Ladoga situé sur le flanc droit de l'armée Samsonov.
- Arsène Blagodariov : soldat du corps d'armée d'Artamonov. Vorotyntsev le prend comme aide puis le fait devenir artilleur.
- Nicolas Martos : commandant d'un des corps d'armée centraux de Samsonov.
- Hermann von François : commandant du Ier corps d'armée allemand.
- Pierre Obodovski : ancien anarchiste devenu ingénieur. Connu pour ses livres sur l'économie générale.
- Nicolas Nikolaïevitch : commandant suprême de l'armée russe.

## L'édition de 1983
Dans l'édition de 1983, Alexandre Soljenitsyne a rajouté une partie intitulée « Extraits des nœuds précédents » : « Septembre 1911 », « Juin 1907 », « Juillet 1906 », « Octobre 1905 », « Janvier 1905 », « Automne 1904 », « Été 1903 », « 1901 », « 1899 ». Il y insiste surtout sur l'œuvre et l'assassinat de Piotr Stolypine. 

## Édition française
- Alexandre Soljénitsyne (trad. Michel Aucouturier, Georges Nivat et autres), La Roue rouge : récit en segments de durée, t. I : Premier nœud : Août quatorze, Paris, Fayard, novembre 1983 (1re éd. 1972), 907 p. (ISBN 978-2-213-01339-8)